# Klawdija Iwanowna Chabarowa
Klawdija Iwanowna Chabarowa (russisch Клавдия Ивановна Хабарова; * 27. November 1927 in Strelzy, Gouvernement Tambow, Sowjetunion; † 26. März 2014 in Moskau) war eine sowjetische bzw. russische Theater- und Film-Schauspielerin sowie Sängerin.

## Leben und Leistungen
Chabarowa wurde in dem Dorf Strelzy geboren, die Familie zog später nach Magnitogorsk, das teilweise auch als ihr Geburtsort angegeben wird. Sie war die Tochter eines Schuhmachers und einer Frisörin. Der Vater Iwan Iwanowitsch Chabarow arbeitete während des Deutsch-sowjetischen Krieges für das Uraler Freiwilligenkorps als Schuster, da er für den Frontdienst zu alt war. Chabarowas Mutter Jekaterina Alexejewna stieg zur Salonleiterin auf, musste ihren Beruf aber aufgrund einer Asthmaerkrankung aufgeben.
Die junge Klawdija interessierte sich bereits in ihrer Schulzeit für Theater und Tanz und nahm an Amateuraufführungen teil. Nach dem Schulabschluss besuchte sie bis 1950 das Staatliche All-Unions-Institut für Kinematographie, wo Boris Wladimirowitsch Bibikow und dessen Ehefrau Olga Iwanowna Pyschowa ihre Lehrer waren. Zu ihren Mitschülern zählte u. a. Tamara Nossowa. Die Abschlussprüfung legte sie zusammen mit Wjatscheslaw Tichonow im Rahmen einer Inszenierung von Там, где не было затемнения (Tam, gde ne bylo satemnenija) unter Bibikows Regie ab. Das Stück kam daraufhin sieben Jahre lang erfolgreich beim Moskauer Theater der Kinodarsteller zur Aufführung. Für dieses Haus spielte Chabarowa bis zum Ende der Sowjetunion. Danach war sie an der Gründung eines Kunstklubs beteiligt, trat ab 1997 in Konzerten auf und gab mit mehreren Darstellerinnen ihrer Generation Rezitationsabende. Viele ihrer Auftritte fanden kostenfrei in Pflegeheimen und Krankenhäusern statt. Ab 2005 erarbeitete Chabarowa zusammen mit dem Komponisten Alexei Karelin ein Musikprogramm.
Ihr Filmdebüt gab die blonde Mimin 1948 in dem Melodram Страницы жизни (Stranizy schisni). Es folgten annähernd 90 weitere Werke, in denen Chabarowa in Nebenrollen zumeist volkstümliche Charaktere in Komödien und Dramen verkörperte. Aufmerksamkeit erregte die junge Darstellerin erstmals in Kubankosaken (1950), wo sie eine Tanzeinlage gab und zusammen mit ihrer ehemaligen Kommilitonin und engen Freundin Jekaterina Fjodorowna Sawinowa sowie mit Klara Stepanowna Lutschko das Lied Ой, цветет калина (Oi, zwetet kalina) sang. Diese Szene trug maßgeblich zur Popularität des Films bei, der später oftmals im sowjetischen Fernsehen gezeigt wurde. Chabarowas Rolle wurde zwar nicht in den Credits erwähnt, nennenswerte Auftritte hatte sie aber später in Der Weltmeister (1954), Жестокость (Schestokost, 1959), Заблудший (Sabludschi, 1966), der siebenteiligen TV-Miniserie Тени исчезают в полдень (Teni istschesajut w polden, 1971/73) nach einem Roman Anatoli Iwanows und Дети Ванюшина (Deti Wanjuschina, 1973). In dem Märchenfilm Das fliegende Schiff gab Chabarowa die Baba Jaga. Außerdem war sie 1965 in zwei Folgen der Fernsehserie Фитиль (Fitil) zu sehen. Letztmals… trat sie 1990 für den Krimi Убийство свидетеля (Ubijstwo swidetelja) vor die Kamera.
Chabarowa beteiligte sich außerdem als Synchronsprecherin an den russischsprachigen Versionen von Andruse õnn (1955) und der italienischen Produktion Le orientali (1960). 2003 war sie in dem Dokumentarfilm Нонна Мордюкова. Я вспоминаю… (Nonna Mordjukowa. Ja wspominaju…) über ihre ehemalige Kommilitonin Nonna Mordjukowa zu sehen. Im selben Jahr erhielt Chabarowa den Titel Verdiente Künstlerin der Russischen Föderation.
Sie starb 86-jährig in Moskau und wurde neben ihrem Ehemann auf dem Wagankowoer Friedhof, Abschnitt 56, beigesetzt.

## Privates
Chabarowa litt kurz nach den Dreharbeiten zu Kubankosaken aufgrund einer Polyarthritiserkrankung an starken Schmerzen und verbrachte mehrere Monate in einer Klinik. Durch die Behandlung mit Chinin nahm ihr Gehör Schaden, auf das verabreichte Penicillin reagierte sie allergisch. Außerdem wurde bei ihr ein Herzfehler diagnostiziert. Sie litt zeitlebens an diesen gesundheitlichen Beeinträchtigungen.
Chabarowa lernte während ihres ersten Theaterengagements den Schauspieler Pawel Schpringfeld (1912–1971) kennen, der ihr bereits durch seine Rolle in Vier Herzen (1945) aufgefallen war. Beide gingen die Ehe ein und 1959 wurde ihre gemeinsame Tochter Jewdokija geboren, die nach Schpringfelds Mutter benannt wurde. Sie besuchte gleichfalls das Staatliche All-Unions-Institut für Kinematographie. Chabarowa und Schpringfeld waren gemeinsam in mehreren Filmen zu sehen.

## Filmografie (Auswahl)
- 1950: Kubankosaken (Kubanskije kasaki)
- 1952: Aus dem Tagebuch einer Ärztin (Selski wratsch)
- 1953: Feindlicher Wirbelwind (Wichri wraschdebnyje)
- 1954: Marinas Schicksal (Sudba Mariny)
- 1955: Der Weltmeister (Tschempion mira)
- 1960: Brot und Rosen (Chleb i rosy)
- 1960: Das fliegende Schiff (Letajuschtschi korabl)
- 1963: Der blinde Vogel (Slepaja ptiza)
- 1965: Unser Zuhause (Nasch dom)
- 1965: Die Rechnung geht nicht auf (Tschelowek bes pasporta)
- 1968: Feuer, Wasser und Posaunen (Ogon, woda i… mednyje truby)
- 1974: Der Abflug verzögert sich (Wylet saderschiwajetsja) (Fernsehfilm)
- 1976: … alles schnuppe (Tryn-trawa)
- 1987: Vergessene Melodie für Flöte (Sabytaja melodija dlja fleity)